# 小行星24259
小行星24259（24259 Chriswalker）是一颗绕太阳运转的小行星，为主小行星带小行星。该小行星于1999年12月12日发现。

## 轨道参数
小行星24259的轨道半长轴为2.3296239 UA，离心率为0.178。